# Горбунов, Анатолий Иванович
Горбунов Анатолий Иванович (25 июля 1930 года, село Лунька, Сасовского района Рязанской области — 24 мая 2015 года, Москва) — советский и российский физико-химик, химик-технолог и педагог, доктор химических наук, профессор, академик РАЕН; лауреат Государственной премии СССР (1986). Заслуженный деятель науки и техники РСФСР.

## Биография
В 1953 году окончил инженерный физико-химический факультет Московского химико-технологического института имени Д. И. Менделеева в качестве инженера-технолога по специальности «технология изотопов и особо чистых веществ» с дипломом с отличием.
С 1954 по 1957 годы. Горбунов обучался там же в аспирантуре. В 1957—1960 годах — младший научный сотрудник в Научно-исследовательском физико-химическом институте им. Л. Я. Карпова (г. Москва). В 1960 году одновременно состоял учёным секретарём Института катализа СО АН СССР (г. Новосибирск).
В 1960 году защитил кандидатскую диссертацию («Катализ изотопного обмена в молекулярном азоте переходными металлами IV периода») по специальности «Физическая химия».
В 1961 году перешёл на должность старшего научного сотрудника в Государственный научно-исследовательский институт химии и технологии элементоорганических соединений (ГНИИХТЭОС, г. Москва). В 1970 г. защитил докторскую диссертацию «Кинетика и механизм гетерофазных каталитических реакций прямого синтеза гидрид-, органохлорсиланов и -германов». С 1970 по 1997 год состоял в должности зам. директора ГНИИХТЭОСа по научной работе.
В течение многих лет Горбунов работал в двух экспертных советах ВАК, входил в научный Совет РАН («химия высокочистых веществ»), в члены докторских диссертационных Советов НИФХИ им. Л. Я. Карпова, РХТУ им Д. И. Менделеева, ГНИИХТЭОС, экспертной комиссии МГТУ, состоял членом редколлегии журнала «Катализ в промышленности».
Похоронен на Троекуровском кладбище (участок 25а).

## Научная и преподавательская деятельность
Первые работы молодого учёного были посвящены гетерогенному катализу изотопного обмена в молекулярном азоте, ставшие важным вкладом в разработку механизма промышленного процесса каталитического синтеза аммиака.
В 1960-е гг. им с сотрудниками его рабочей группы были осуществлены исследования в области изучения физико-химических закономерностей синтеза боргидридов, гидридгалогенсиланов и гидридгалогенгерманов, гидрида натрия, комплексных гидридов. Эти работы позволили детализировать стадийные механизмы получения этих важнейших химических продуктов. Разработанная в рамках этих исследований кинетическая модель прямого синтеза метилхлорсиланов и гидридхлорсиланов легла в основу проектирования многотоннажных производств.
Новым направлением исследований учёного с 1973 г. стало создание промышленного производства энергоёмких водородсодержащих соединений. Им были изучены стадии окисления в хинонном методе получения перекиси водорода, разработаны оригинальные каталитические системы и катализаторы процесса, вскоре внедрённые в промышленное производство.
В 1980-90-е гг. Горбунов продолжил развитие «гидридной тематики», что позволило обеспечить ряд приоритетных отраслей промышленности высокоэффективными соединениями, в частности, они активно использовались в микроэлектронике нового поколения, электрохимических генераторах автономного действия. Одновременно им в рамках руководства Инженерно-технологическим центром при ГНИИХТЭОС с 1988 по 1991 гг. осуществлялись работы в области разработки ферролаковой технологии жёстких магнитных дисков для устройств внешней памяти ЭВМ.
За годы профессиональной деятельности учёным были также осуществлены фундаментальные исследования по ряду общих вопросов химии (изучение теплот адсорбции газов на металлах, кристаллизации малорастворимых веществ, а также рассмотрение некоторых актуальных вопросов систематики химических элементов, связанных с теорией групп и (n+l)- правилом, использованием электроотрицательностей атомов в качестве третьего измерения Периодической системы и др.. В частности, Горбуновым развит оригинальный весьма эффективный метод расчёта электроотрицательности атомов на основе данных об электронной плотности внешних орбиталей атомов.
Состоя в штате ГНИИХТЭОСа Горбунов периодически вёл педагогическую работу, в частности, читал лекции в Технологическом институте лёгкой промышленности. В 1982 г. ему было присвоено звание профессора по специальности «физическая химия». В 1990-е гг. Горбунов был избран профессором МГТУ им. Н. Э. Баумана по химии, где проработал до 2013 года в этой должности. В 2000-е гг. по его инициативе и личном участии в рамках этого вуза был разработан и издан нетрадиционный учебник для преподавания химии в технических университетах и вузах под названием «Теоретические основы общей химии», успешно выдержавший два издания (2001, 2003). Несколько лет спустя было издано ещё одно учебное пособие по химии, базирующееся на оригинальных научно-методических подходах, в частности, в области систематики элементов, электроотрицательности, редокс-реакциях, нашедших своё отражение в ряде глав книги. По настоящее время оба издания являются основными учебными пособиями по химии в МГТУ им. Н. Э. Баумана для студентов 1-2 курсов разных специальностей.
За годы своей научной и педагогической деятельности Горбунов подготовил более 20 кандидатов наук и 4 доктора наук.

## Семья, личные качества
Первым браком был женат на своей сокурснице по Менделевскому институту Бесковой Галине Сергеевне, впоследствии супруги разошлись. Вторая жена — Горбунова Клавдия Александровна. Дети от первого брака — Елена (сын Олег, 1983 г.р.) и Дмитрий (дочь Вероника, 1987 г.р.), от второго — Ольга (двое детей). По характеру Анатолий Иванович был очень ответственным человеком, в принципиальных моментах, которые считал важными, был твёрд. В работе слыл великолепным организатором. Увлекался коллекционированием марок, фотографией.

## Избранная библиография
А. И. Горбунов является автором более 650 научных работ (из них — несколько учебных пособий), 200 авторских свидетельств, 4 патентов.

### Учебники и учебные пособия
- Горбунов Е. А., Гуров А. А., Горячева В. Н., Овчаренко Л. П. Химическое равновесие. Равновесия в растворах электролитов. Пособие по химии. М.: Издательство МГТУ им. Н. Э. Баумана, 1999
- Горбунов А. И., Филиппов Г. Г., Смирнова А. Д. Периодический закон и химическая связь в свете квантовой теории атомов и молекул. Пособие по химии. М.: Издательство МГТУ им. Н. Э. Баумана,1999
- Горбунов А. И., Гуров А. А., Филиппов Г. Г., Шаповал В. Н. Теоретические основы общей химии. Учебник для технических университетов и вузов. М.: Издательство МГТУ им. Н. Э. Баумана, 2001 (2-е издание −2003 г.)
- Горбунов А. И., Филиппов Г. Г., Федин В. И. Химия. Учебное пособие. М.: Издательство МГТУ им. Н. Э. Баумана, 2007

## Награды и звания
Государственные награды и звания:
- Орден Трудового Красного Знамени (1971);
- Орден Трудового Красного Знамени (1984);
- Лауреат Государственной премии СССР (1986);
- Заслуженный деятель науки и техники РСФСР (1991).

А. И. Горбунов был 
- избран академиком Российской академии естественных наук (РАЕН) (1991),
- награждён почётной медалью им. В. И. Вернадского РАЕН (2004).